# Jean le Jeune
Jean le Jeune (Arras, 1411 – Roma, 9 settembre 1451) è stato un cardinale e vescovo cattolico francese.

## Biografia
Dottore in utroque iure presso l'università di Nantes, fu canonico del capitolo della cattedrale di Amiens (1424), rettore dell'università romana nel 1430 circa e decano del capitolo della cattedrale di Nantes.
Nominato vescovo di Mâcon il 10 gennaio 1431, fu trasferito alla sede di Amiens il 26 aprile 1433 e dal 24 ottobre 1436 divenne vescovo di Thérouanne, sede che mantenne fino alla morte.
Partecipò al concilio di Ferrara-Firenze come ambasciatore del duca di Borgogna.
Fu creato cardinale presbitero da papa Eugenio IV nel concistoro del 18 dicembre 1439 e ricevette il titolo cardinalizio di Santa Prassede l'8 gennaio 1440. Nel 1441 circa optò per il titolo di San Lorenzo in Lucina.
Partecipò al conclave del 1447, che elesse papa Niccolò V.
Morì per avvelenamento a Roma il 9 settembre 1451 e venne sepolto nella basilica di San Lorenzo in Lucina.

## Successione apostolica
La successione apostolica è:
- Vescovo Lodovico Maulini (1436)